# ماتسوکاتا هیروکی
ماتسوکاتا هیروکی (انگلیسی: Hiroki Matsukata؛ زادهٔ ۲۳ ژوئیهٔ ۱۹۴۲-مرگ ۲۱ ژانویهٔ ۲۰۱۷ (۷۴ سال)) هنرپیشه، تهیه‌کننده و کارگردان فیلم اهل ژاپن بود. وی از سال ۱۹۶۰ میلادی تا ۲۰۱۷ مشغول فعالیت بوده است.
از فیلم‌هایی که وی در آن نقش داشته است، می‌توان به سیزده آدمکش و ایزو اشاره کرد.